# Korniej Czukowski
Korniej Iwanowicz Czukowski (ros. Корней Иванович Чуковский), właśc. Nikołaj Wasiljewicz Korniejczukow (ros. Николай Васильевич Корнейчуков; ur. 19 marca?/31 marca 1882 w Petersburgu, zm. 28 października 1969 w Pieriediełkinie k. Moskwy) – rosyjski pisarz, teoretyk i historyk literatury, krytyk literacki i tłumacz. Ojciec Nikołaja i Lidii.

## Twórczość

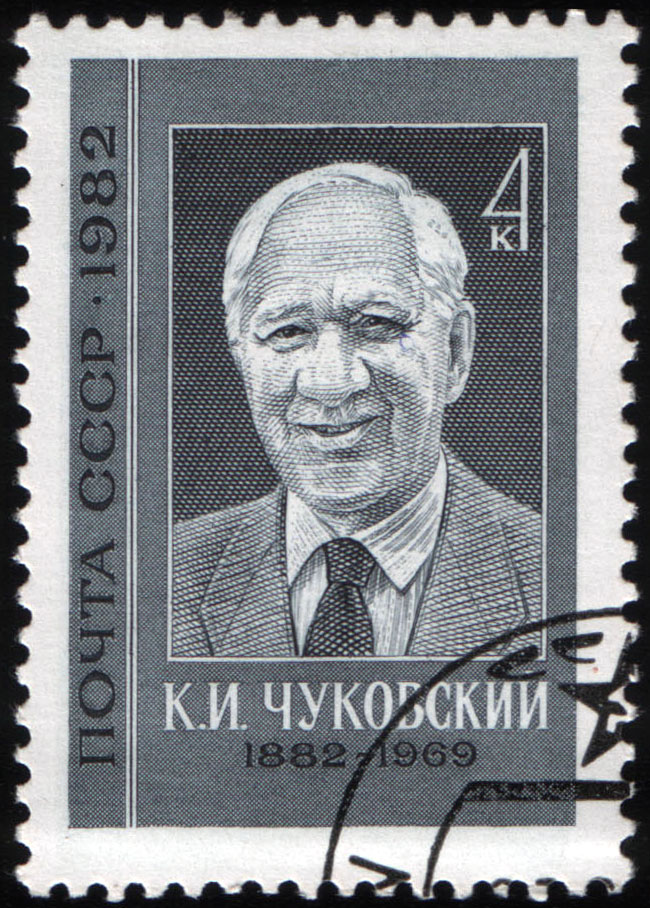
Znaczek pocztowy Związku Radzieckiego, Korniej Czukowski, 1982 rok (Michel 5164, Scott 5033)

W 1905 roku redagował i wydawał tygodnik satyryczny „Signał”. Rozgłos zyskał wierszowanymi humorystycznymi bajkami dla dzieci, w których posługiwał się kontrastem, nonsensem, egzotycznym kolorytem. Na uwagę zasługują Krokodyl (1917, wyd. pol. 1965), polski wybór Bajki (1936, przekład Władysława Broniewskiego). Dużą popularnością (do 1970 roku – 21 wydań) cieszyła się praca teoretyczna Od dwóch do pięciu (1928, wyd. pol. 1962, adaptacja Wiktora Woroszylskiego), poświęcona językowi dziecięcemu. Ważne miejsce w twórczości Czukowskiego zajmują szkice krytycznoliterackie o współczesnych mu pisarzach i grupach literackich (słynny artykuł z pogranicza eseju i pamfletu Ego-futuristy i kubo-futuristy 1914), zebrane w tomach: Ot Czechowa do naszych dni (1908), Lica i maski (1914), Kniga o sowriemiennych pisatielach (1914), Aleksandr Blok kak czełowiek i poet (1924) i innych. W badaniach literackich Czukowski stosował głównie metodę psychologiczno-biologiczną. Do ważniejszych jego prac jako historyka literatury należą monografie: Mastierstwo Niekrasowa (1952), Ludi i knigi szestidiesiatych godow (1934), wydanie rozszerzone pt. Ludi i knigi (1958), O Czechowie (1967). Czukowski zajmował się także teoretycznymi zagadnieniami sztuki przekładu (Princypy chudożestwiennego pieriewoda z 1919 roku, wydanie rozszerzone Iskusstwo pieriewoda z 1930 roku, kolejne wydanie pt. Wysokoje iskusstwo z 1941 roku) oraz zagadnieniami języka rosyjskiego (Żywoj kak żyźń, 1962). Ponadto jest autorem cennych wspomnień, m.in. Wspomnienia o pisarzach (1959, wyd. pol. 1962), Dniewniki (1991), a także Czukokkała (wyd. pełne 1989). Tłumaczył także utwory, m.in. Walta Whitmana, Marka Twaina, Rudyarda Kiplinga. Był jednym z twórców popularnego w bloku wschodnim czasopisma dla dzieci „Wiesiołyje kartinki”.
Pochowany na Cmentarzu Pieriediełkińskim.

## Bajki

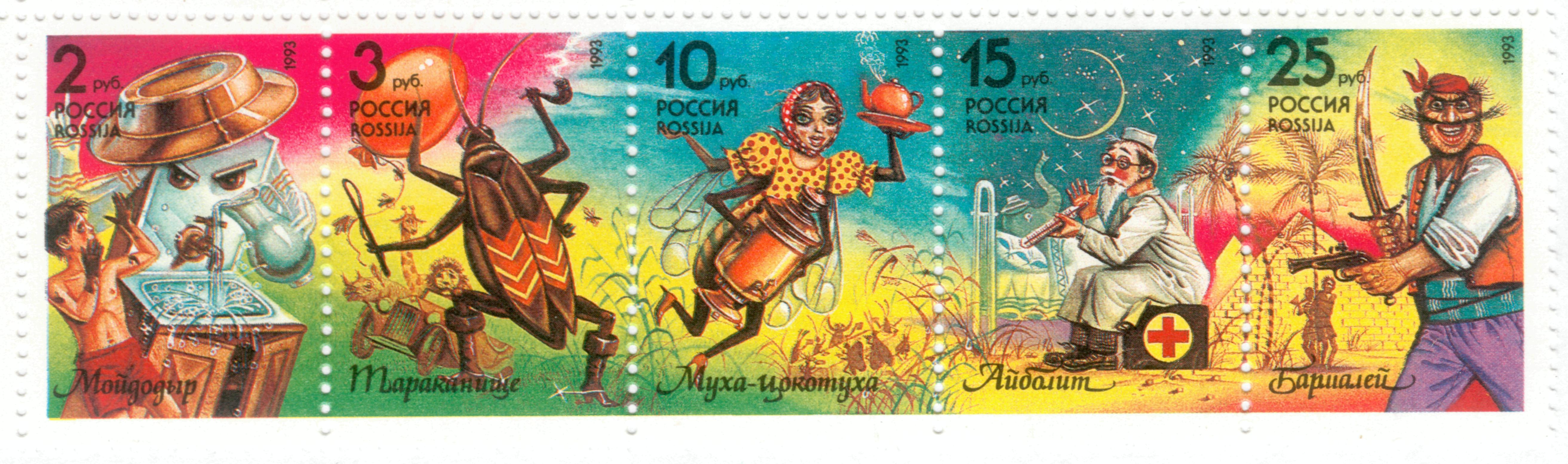
Postacie z bajek Kornieja Czukowskiego na rosyjskich znaczkach pocztowych

Wierszowe bajki dla dzieci:
- Limpopo
- Czarny Piotr
- Telefon
- Myjdodziur
- Karaluszysko
- Strapienie Małgorzaty
- Muszka Złotobrzuszka
- Skradzione słońce

Źródło: